# 莎麗·海明斯
莎麗·海明斯（英語：Sally Hemings，1773年—1835年），是美國總統托馬斯·傑佛遜所擁有的非裔奴隸和情婦，亦是傑佛遜原配瑪莎·傑佛遜的同父異母妹妹。歷史學家普遍認為傑佛遜與莎麗·海明斯存在長時間的性關係，而傑佛遜亦是她6名孩子的父親。

## 早年生活
莎麗·海明斯的父親約翰·韋爾斯是位白人地主，其母親貝蒂·海明斯一出世已經是奴隸。她的外祖母帕台尼娜為100％非裔血統，外祖父約翰·海明斯則是英國裔的船長。約翰·海明斯曾經嘗試為帕台尼娜及貝蒂贖身，但遭到當時的地主所拒絕。在地主過世之後，其女兒繼承了帕台尼娜及貝蒂的擁有權，直到她嫁給韋爾斯。韋爾斯視貝蒂為妾侍，二人生了6個孩子，莎麗是最小的一個。韋爾斯死後，其女兒瑪莎及女婿托馬斯·傑佛遜繼承了莎麗（當時還是襁褓中的嬰兒）和另外百多名奴隸及11,000英畝（4,500公頃）土地的擁有權。及後，莎麗被帶到傑佛遜在蒙蒂塞洛的家中工作。

## 子女
根據傑佛遜的記載，她一共有6名子女：
- Harriet Hemings (I) (October 5, 1795 - December 7, 1797) [7]
- Beverly Hemings (possibly born William Beverly Hemings) (April 1, 1798 - after 1873) [8]
- 一名女孩（1799年出世，兒時過身）
- 哈麗特·海明斯（英语：Harriet Hemings） (II) (May 22, 1801 - after 1863) [9]
- 麥迪遜·海明斯（英语：Madison Hemings） (possibly born James Madison Hemings) (January 19, 1805 - 1877) [10]
- 愛斯頓·海明斯（英语：Eston Hemings） (possibly born Thomas Eston Hemings) (May 21, 1808 - 1856) [11]